# Liste de festivals en Asie
 (octobre 2016).
Voici une liste incomplète des festivals en Asie

## Arménie
- Festival international du film d'Erevan

## Azerbaïdjan
- Festival de jazz de Bakou
- Festival de musique de Gabala
- Festival international de Mugham
- Festival international Mstislav Rostropovich de Bakou (en)
- Festival de Mugham (en)
- Festival international de musique Uzeyir Hajibeyov

## Cambodge
- Om Touk
- CamboFest, Festival de films au Cambodge (en)
- Magha Puja (en)

## Chine
- Liste des festivals de films en Chine (en)

## Liban
- Festival International de Baalbeck (musique)
- Les nuits de Beyrouth (en) (musique)
- Festival Rock de Beyrouth (en) (musique)
- Festival de Beiteddine
- Festival International de Byblos (en) (musique)
- Festival de Danse de Coma (en) (musique)
- Festival de Ehmej (en) (musique)
- Eid il-Burbara (en)
- Festival de Summer Fusion Open Air (en) (musique)

## Vietnam
- Festival Coca cola de SoundFest (en)
- Festival de la nourriture froide
- Festival des fleurs Dalat (en)
- Fête de Gióng
- Liste des Festivals au Viet-Nam (en)
- Fête de la mi-automne
- Têt (Viêt Nam)
- Tết Đoan Ngọ (en)
- Festival pagode Hương (en)
- Festival du temple Hùng (en)

## Yémen
- jour de congé au Yemen (en)